# Nagarote
Nagarote is een stad en gemeente in het Nicaraguaanse departement León in het westen van Nicaragua. De gemeente (municipio) telde in 2015 ongeveer 37.500 inwoners, waarvan ongeveer zestig procent in urbaan gebied (área de residencia urbano) woont.
Bij de gemeente hoort ook Puerto Sandino; deze plaats had vroeger een zeehaven maar die is in 1983 verwoest. Tegenwoordig is de plaats geliefd bij surfers.

## Geschiedenis
Nagarote was voor de komst van de Spanjaarden al een nederzetting van de inheemse bevolking. In 1548 hebben de Spanjaarden het dorp Nagarote genoemd en sinds 4 juni 1963 is het geen dorp meer maar een stad.

## Geografie
Nagarote ligt in het westen van het land en in het zuiden van León tegen de grens met Managua. Het grondgebied van de gemeente is gelegen tussen het Managuameer in het noordoosten en de Grote Oceaan in het zuidwesten. Nagarote zelf bevindt zich enkele kilometers zuidelijk van het Managuameer.
De gemeente beslaat een oppervlakte van 598 km² en met een bevolking van 36.800 in 2012 heeft het een bevolkingsdichtheid van 62 inwoners per vierkante kilometer.

### Bestuurlijke indeling
Nagarote bestaat uit een stedelijk gebied en uit een landelijk gebied. Het stedelijk gebied omvat de volgende 20 delen:
| - 18 de Julio - Camilo Ortega - Carlos Fonseca - Edgardo Corea - El Porvenir - El Genízaro - Ermita Corazón de Jesús - Fernando Salazar - Guadalupe - Jairo Pérez | - Jerónimo López - Julio Buitrago - Luis De la Llana - Marvin Palacios - Orlando Cáceres - Pancasán - Reparto Santa Elena - San Benito - San Martín - Santiago |

Het landelijk gebied omvat de volgende 17 delen:
| - Colonia Silvio Mayorga - Copaltepe - El Naranjo - El Recreo - El Tránsito - La Chilama - La Trinidad - Los Ojeda - Mira Mar | - Monte Cristo - Puerta Sur - Puerto Sandino - San Antonio - San Miguelito - San Roque - Traga Legua - Valle de Jesús |

### Aangrenzende gemeenten
| Aangrenzende gemeenten | Aangrenzende gemeenten | Aangrenzende gemeenten   | Aangrenzende gemeenten | Aangrenzende gemeenten |
| ---------------------- | ---------------------- | ------------------------ | ---------------------- | ---------------------- |
|                        |                        | La Paz Centro            |                        |                        |
|                        |                        |                          |                        |                        |
| León                   | Mateare (M)            |                          |                        |                        |
|                        |                        |                          |                        |                        |
|                        |                        | Villa Carlos Fonseca (M) |                        |                        |

## Economie
De belangrijkste economische activiteiten zijn de veeteelt, de landbouw en de afzet van kaas.

## Verkeer en vervoer
Nagarote ligt aan de doorlopende weg van Managua naar León.

## Stedenband
Nagarote heeft een stedenband met:
- Norwalk (Verenigde Staten)